# 福尔芒河
福尔芒河（法語：Formans，法語發音：[fɔʁmɑ̃] ⓘ）是法国奥弗涅-罗讷-阿尔卑斯大区安省的河流，是索恩河的左支流，长16.9千米。